# William Wymark Jacobs
William Wymark Jacobs (ur. 8 września 1863 w Wapping w Anglii, zm. 1 września 1943 w Islington w Anglii) – brytyjski nowelista i powieściopisarz. Tworzył przeważnie dzieła z treścią humorystyczną oraz horrory. Najbardziej znanym jego utworem literackim jest nowela grozy pt. Małpia łapka ze zbioru The Lady of the Barge (1902).

## Twórczość

### Zbiory nowel i opowiadań
- Deep Waters, 1919.
- The Lady of the Barge, 1902. (zawierał nowelę Małpia łapka)
- Light Freights, 1901.
- Many Cargoes, 1896.
- Night Watches, 1914.
- Odd Craft, 1903.
- Sailors' Knots, 1909.
- Sea Urchins, 1898.
- Sea Whispers, 1926.
- Ship's Company, 1911.
- Short Cruises, 1907.

### Powieści
- At Sunwich Port, 1902.
- The Castaways, 1916.
- Dialstone Lane, 1902.
- A Master of Craft, 1900.
- Salthaven, 1908.
- The Skipper's Wooing and The Brown Man's Servant, 1897.